# Sergio Fabian Lavia
Sergio Fabian Lavia (Buenos Aires, 26 settembre 1964) è un chitarrista e compositore argentino.
Dalla fine degli anni novanta collabora periodicamente con l'Orchestra Sinfonica Giuseppe Verdi di Milano, suonando la chitarra basso, la chitarra elettrica e la chitarra classica.
Ha realizzato una serie di registrazioni di musica classica, musica folk e world music collaborando tra gli altri con Riccardo Chailly, Luis Bacalov, Nicola Piovani, Vinko Globokar e Yutaka Sado.
Con la cantante Dilene Ferraz dà vita al progetto "De Argentina ao Brasil".
Come compositore ha lavorato nel campo sperimentale della musica elettroacustica. Inoltre, partendo dall'osservazione che la cellula ritmica del tango è la retrogradazione di quella della bossa nova, ha creato una nuova cellula ritmica formata dalla somma di queste due, che ha chiamato "tango-bossa", utilizzandola in alcune sue composizioni.
Attualmente (2009) vive in Italia, a Menaggio, dove si occupa anche della direzione artistica del "Festival internazionale della chitarra".